# 샤를 보들레르
샤를 피에르 보들레르(프랑스어: Charles Pierre Baudelaire, 1821년 4월 9일 - 1867년 8월 31일)는 프랑스의 비평가이자 시인이다.

## 생애

### 어린 시절
보들레르는 1821년 프랑스 파리에서 태어났다. 그의 아버지 프랑수아 보들레르(François Baudelaire)는 환속한 사제이며 아마추어 화가였는데 1827년, 보들레르가 6살 때 사망했다. 보들레르는 아버지로부터 유산을 상속받았다. 어린 보들레르를 위해 가족 내에서 유산 관리 위원회가 결성되었고, 보들레르는 삶 내내 이로부터 모멸감을 느꼈다. 남편보다 34살 어렸던 고아출신으로 알려진 보들레르의 어머니 카롤린 뒤페(Caroline Archimbaut Dufays)는 이듬해 권위 의식이 몸에 밴 오픽 소령과 결혼한다. 보들레르와 그의 어머니와의 관계는 가깝고도 복잡한 것이었고, 이 관계가 그의 삶 내내 계속되었다. 그는 후에 말한다. "나는 그녀의 고결함 때문에 나의 어머니를 사랑했지요. 나는 조숙한 댄디였습니다.":13–14 그는 또 그녀에게 쓴 편지에서 “어린 시절에 당신을 열렬히 사랑했던 기간이 있었습니다.”라고 쓰기도 했다.:16
보들레르는 리옹에서 교육받았다. 리옹 왕립기숙학교의 학생이 되면서 그는 어머니로부터 떨어져 생활해야만 했으며, 그의 성적이 떨어지면 집에 돌아오지 못하게 하는 의붓아버지의 엄격한 방식을 받아들여야만 했다. 보들레르는 이 시간들을 회상하며 이렇게 썼다. "탈속의 잔인한 시간에 대한 떨림, … 비참하고 버려진 어린시절에 대한 불안, 강압적인 학교친구들에 대한 증오, 그리고 마음의 고독.":30,32 14살 때 학급 친구는 보들레르를 이렇게 묘사한다. "그는 다른 어떤 학생들보다 세련되었으며 독특했지요… 우리는 훌륭한 문학 작품에 대한 취향과 공감, 조숙한 사랑으로 서로 묶여있었습니다.":35 후에 그는 파리의 루이 르 그랑 고등학교의 기숙생으로 편입하게 된다. 보들레르는 공부에 대해서는 산만하고, 이따금 성실했으나 게으른 경향이 있었다. 그러나 이미 그 당시에 전국 경시대회 라틴시 부문에서 장려상을 수상하고 프랑스시 부문에서 2등상을 수상하는 등 문학에 유별난 재능을 보였다.:8
18살에 보들레르는 "우아한 성품, 때로는 신비주의에 빠져있고 때로는 비도덕성과 냉소(과도하지만 오직 말로만 이루어지는)로 충만해있음":42이라고 묘사되었다. 그는 졸업 직전 학급 친구가 수업 시간에 그에게 보낸 쪽지를 선생님께 보여주기를 거부했다는 이유로 퇴학당한다.:8
그러나 그 이후에도 가정교사의 도움으로 대학입학 자격시험에 합격하고 미래에 대한 기대 없이 파리 법과대학에 등록한다. 그는 그의 형에게 말했다. “나는 내가 그 어떤 직업에도 소질이 있다고 생각하지 않아요.”그의 의붓아버지는 그가 법관이나 외교관이 되기를 원했지만 그는 작가가 되기로 결심한다. 그리고 이어지는 2년간의 불규칙적인 생활 속에서 그는 많은 보헤미안 화가들과 작가들을 만난다.:46
보들레르는 사창가를 드나들기 시작했고, 고등학교 졸업 후 대학 입학 이전에 이미 처음으로 성병에 걸렸다. 그는 유대인 매춘부였던 사팔뜨기 사라(Sarah la Louchette)와 관계를 맺었으며 돈이 바닥나면 그의 형과 함께 살았다. 그는 돈이 생기면 바로 써버렸고, 옷을 사기 위해 많은 빚을 냈다. 1841년 의붓아버지는 그를 환락가에서 건져내서 새사람으로 만들려는 희망에서 그를 인도의 콜카타로 보낸다. 그러나 그 고된 여행은 문학을 직업으로 삼으려는 보들레르의 마음을 돌리지 못했고, 그가 지금까지 가져왔던 삶에 대한 태도도 바꾸지 못했다. 결국 보들레르는 레위니옹 섬의 생드니까지만 갔다가 프랑스로 돌아온다. 이 여정에서 그는 열대의 강렬한 풍경에 매료되고 이는 후에 그의 시의 소재가 된다.:10–11
곧 보들레르는 철학적으로 사색하고 그의 출판되지 않은 시들을 낭송하기 위해서 선술집으로 돌아간다. 21살 때 그는 십만 프랑이 넘는 상당량의 재산과 4군데의 땅을 상속받으나 25개월 만에 절반 가량을 탕진해버린다. 그의 가족들은 절망에 차서 금치산선고를 하고 그의 돈을 법정후견인인 앙셀에게 맡겨 1년에 일정량의 연금을 받도록 한다.:71 이 기간 동안 그는 낭트에서 온 매춘부의 딸이며 아이티 태생 흑백혼혈인 잔 뒤발(Jeanne Duval)을 만나게 되고 그녀는 보들레르에게 있어 가장 긴 기간 동안 애인으로 남는다. 그의 어머니는 뒤발을 “모든 방법으로 그를 고문하는” “검은 비너스”이며 기회가 생길 때마다 그에게서 돈을 뜯어내는 여자로 묘사했다.:75

### 작가 데뷔
1843년 그는 아직 어떤 글도 출판하지 않았지만 예술계에서 그가 감당할 수 없을 만큼의 책과 예술 작품, 골동품들을 사들이는 댄디로 통했다. 1844년쯤에 그는 앞서 말한 것처럼 친아버지의 유산의 절반을 탕진하였고, 정기적으로 어머니를 찾아가 그가 작가로 성공할 수 있도록 돈을 요청했다. 그는 이 시기에 오노레 드 발자크를 만났고 후에 《악의 꽃》에 나타날 시들을 쓰기 시작했다.:83
첫 번째로 출판된 그의 작품은 《1845년의 살롱》이라는 예술 비평이었고 그 대담성 때문에 이 책은 출판 직후부터 사람들의 관심을 끌었다. 들라크루아를 높이 사는 것과 같은 그의 비평들은 그 당시에 새로운 것이었으나 그때부터 일반적으로 받아들여졌다. 보들레르는 그 자신이 견문이 넓고 열정적인 비평가임을 증명해내었으며 더 큰 예술계의 관심을 받게 되었다.:95 그러나 그 해 여름에 그의 얼마 안되는 연금과 쌓이는 빚, 외로움, 불투명한 미래에 절망하여, 그 자신에 의하면 “잠이 드는 것의 피곤함과 깨어나는 것의 피곤함은 견딜 수 없는 것”이기에 그는 그가 상속한 돈의 나머지를 모두 뒤발에게 남기기로 하고 자살을 결심했다. 그러나 그는 의지를 잃어버리고 칼로 자신을 상처냈을 뿐이다. 그는 회복기간 동안 그의 어머니에게 방문해달라고 간청했으나 그녀는 이를 무시해버렸다.:101–102 잠시 동안 그는 머물 곳이 없었으며 그의 부모들은 그의 불쌍한 상태에 다시 연민을 갖기 시작하기 전까지 보들레르와 소원하게 지냈다.
1846년에 보들레르는 그의 두 번째 살롱 평론을 쓰고 낭만주의의 변호사와 비평가라는 명성을 얻었다. 그가 낭만주의 예술가의 선두주자로서 들라크루아를 지지한 것은 세간의 많은 주목을 받았다.:110 이듬해 보들레르의 소설인 《라 팡파를로》가 출간되었다.:56
보들레르는 1848년 혁명에 참가했다.:127 몇 년동안 그는 공화당 정치에 관심을 가지고 있었으나 그의 정치적인 성향은 확고한 확신이기보다는 감정적인 상태였기에 프루동의 무정부주의로 돌아섰다. 그의 의붓아버지 역시 혁명에서 잡혔으나 교수형에서 살아남았다. 또 새 정부는 왕족에 대한 그의 충성심에도 불구하고 그를 터키로 가는 비밀 사절로 임명했다.:125
1850년 보들레르는 악화된 건강과 많은 빚, 비정기적인 창작으로 괴로워하고 있었다. 그는 종종 거처를 바꾸고 자주 돈을 요청하는 편지를 보내며 그의 어머니와 불편한 관계를 계속했다. 그는 감당하기 힘든 많은 작업을 떠맡았으나 에드거 앨런 포의 책을 번역을 끝마쳤다.:181 보들레르는 어린 시절에 영어를 배웠고 포의 단편과 같은 괴기 소설은 그가 가장 좋아하는 장르 중 하나이며, 포우의 단편 소설들은 그에게 지대한 영향을 끼쳤다.

### 《악의 꽃》
보들레르는 느리고 까탈스러운 작가였고 종종 게으름과 감정적인 고통과 병환으로 작업을 미루곤 했다. 결국 1857년에 가서야 그의 첫 시집이며 가장 유명한 작품인 《악의 꽃》(Les fleurs du mal)이 출판되었다.:191 이 시들 중 몇 편이 이미 《르뷔 데 되 몽드》(Revue des deux Mondes)에 소개된 적이 있었다. 적은 수의 안목 있는 독자들만이 《악의 꽃》을 읽었으나 시들의 주제는 큰 이슈가 되었다. 다른 작가들에게 끼친 영향은 “지대하고 막대하며 예측불허였고, 선망과 정의할 수 없는 두려움과 뒤섞여” 있었다.:236 그 당시 《보바리 부인》의 소재를 다룬 방식이 풍기문란을 일으킨다는 이유로 재판을 받았던 귀스타브 플로베르는 보들레르에게 이렇게 편지를 보냈다. “당신은 낭만주의를 새롭게 할 방법을 찾아냈소. 당신은 대리석만큼 견고하고 영국의 안개처럼 예리하군요.":241
이 시집의 주요한 테마인 섹스와 죽음은 수치스러운 것으로 여겨졌다. 그는 또한 레즈비언 관계, 성스럽고 불경한 사랑, 변형, 우울, 도시의 붕괴, 사라진 순수성, 삶의 억압성 등의 주제를 다뤘다. 노스탤지어를 일깨우는 후각과 향기의 이미지가 이 시집에서 두드러지게 드러난다.:231
그러나 이 시집은 불건전하다는 이유로 그 시대의 주류 비평가들 사이에 웃음거리가 되었다. 몇몇 비평가들은 그의 시 몇 편을 “열정과 예술, 그리고 시의 대작들”이라고 칭했으나 다른 시들은 판매 금지를 위한 법적 제제가 당연한 것으로 간주되었다.:232-237 보들레르를 고발했던 비평가 하바스는 《르 피가로》에 이렇게 썼다. “이 시집에서 흉측하지 않은 것이라곤 이해 불가능한 것들 뿐이고 이해할 수 있는 것이라고는 타락한 것들 뿐이다." 그러자 보들레르는 이 항의에 대한 대답으로 그의 어머니에게 예언적인 편지를 썼다.
| “ | 어머니는 내가 항상 문학과 예술이 도덕으로부터 독립적인 목적을 추구한다고 생각해왔던 것을 압니다. 내게는 구상과 스타일의 아름다움이면 족합니다. 그러나 당신도 알게 되겠지만, 이 《악의 꽃》이라는 책은, 차갑고 불길한 아름다움을 입고 있습니다. 이것은 분노와 인내로 쓰인 책입니다. 게다가 이 책의 긍정적인 가치의 증거물은 사람들이 이에 대해 말하고 있는 악 안에 있습니다. 이 책은 사람들을 화나게 만듭니다. 뿐만 아니라 내가 느껴야 하는 고통이 두려워 나는 그 증거들 중 삼분의 일 가량을 잘라버렸습니다. 그들은 내게서 모든 것을 부정합니다. 발명의 정신과 심지어 국어에 대한 지식까지도. 나는 이 모든 바보짓꺼리는 신경쓰지 않습니다. 그리고 나는 미덕과 단점을 지닌 이 책이 문학적 소양이 있는 독자들에게 빅토르 위고나 테오필 고티에 심지어 조지 고든 바이런의 명시들과 나란히 기억될 것을 알고 있습니다.:238 | ” |

보들레르와 그의 출판업자들은 풍기문란죄로 고소당했고 결국 벌금을 물게 되었으나 수감형에 처해지지는 않았다.:248 이 6편의 시는 이후에 브뤼셀의 다른 출판사에서 《잔해들》(Les Épaves)이란 제목으로 다시 출판되었다. 1861년에 6편이 삭제된 상당한 양의 시가 첨가되어 《악의 꽃》의 또다른 판본이 출판되었다. 많은 유명인사들이 보들레르 뒤에 결집하여 법원의 판결을 비난하였다. 보들레르가 탄원하지는 않았지만 그의 벌금은 감해졌다. 거의 100년이 지나서 1949년 5월 11일, 보들레르에게 무죄 판결이 내려졌고 그의 삭제된 6편의 시가 프랑스에서 다시 출판되었다.:250

### 내리막길
1858년 보들레르는 파리를 떠나 바닷가의 옹플뢰르에 정착하려 하나 잘 되지 않는다. 다음해 잔 뒤발이 중풍 발작을 일으키고 반신불수가 되자 보들레르는 그녀를 보살피기 위해 그녀와 동거한다. 1860년까지 보들레르는 에드거 앨런 포의 작품인 《고든 핌의 모험》을 번역하고, 작가론 <테오필 고티에>와 <리하르트 바그너와 탄호이저>라는 평론 한 편을 쓰는 등 작문활동을 계속한다. 1861년 잔 뒤발의 또다른 애인이 그들의 집에서 동거하게 되자 그는 뒤발을 떠난다. 그는 이런 상황과 매독의 재발, 상처받은 자존심과 좌절된 창작욕으로 자살 충동을 느끼고, 빚을 갚기 위해 발표되지 않은 작품의 저작권까지 모두 팔아버린다.:24–27
1861년 그는 "진정한 문인이 부끄러워하지 않고 바랄 수 있는 유일한 명예란 아카데미 회원이 되는 일"이라며 아카데미 프랑세즈에 입후보하려고 시도한다. 그러나 이내 그것이 광기어린 실수임을 깨닫게 되는데 이때 당대 문단의 실세였던 비평가 샤를 오귀스탱 생트뵈브 역시 보들레르의 입후보를 맹비난하고 공개적으로 철회할 것을 촉구한다. 보들레르는 처음에는 그의 주장에 반대하나 결국 그의 요구를 받아들인다.:27-28

### 말년
말년에 보들레르는 자주 자살을 생각했고 어머니와 뒤발을 걱정했다. 그는 프레스 지에 《파리의 우울》에 담길 그의 산문시들을 발표하고, 또 《들라크루아의 작품과 생애》, 《현대 생활의 화가》를 쓰기도 한다. 그러나 그의 시는 이내 "독자들을 권태롭게 한다"는 이유로 중단된다.:29-31
1864년 빚에 쪼들리던 보들레르는 브뤼셀에 가서 책을 출판하고 강연을 하려하나 출판업계는 그에게 냉담했다. 그 시기에 스테판 말라르메와 폴 베를렌이 보들레르를 찬양하는 글을 기고하며 보들레르는 상징주의의 아버지로 추앙받는다. 그러나 보들레르는 이를 반기지 않고 되려 경계하며 귀찮아한다.:31–33
이 시기에 보들레르는 이미 계속되는 성병과 중풍으로 건강이 매우 악화되어 있었으며 여전히 빚에 쪼들리고 있었다. 결국 그는 요행원에 지내다 파리로 돌아오게 되고 1867년 8월 사망한다.:33–34

## 보들레르와 상징주의
상징주의를 설명하기 위해 우리는 부득이하게 기술상의 난점에도 불구하고 문학사조간의 상호 관계를 일별해 보아야 한다. 주지하다시피 상징주의는 이전의 낙관주의에 기초한 사조 혹은 사회사상들에 대한 일종의 반발로 태동하였다. 즉 사회사상으로서의 사회주의(socialisme), 과학만능주의(scientisme), 실증주의(positivisme)은 상징주의가 행할 ‘모든 가치 전도’의 대상이었다. 또한 상징주의 이전 시기를 풍미했던 고답파(le Parnasse), 사실주의 및 자연주의에 대해서도 마찬가지였다. 그러나 우리는 후자에 대해서는 상징주의가 적극적인 부정만을 행하였다고 생각하여서는 안 된다. 상징주의는 고답파의 유미주의 선언처럼 보이는 저 전언, ‘예술을 위한 예술’(l’art pour l’art)의 개념으로부터 지대한 영향을 받았음을 부인할 수 없다. 그렇기에 보들레르는 자신의 《악의 꽃》을 테오필 고티에에게 헌사할 수 있었을 것이다.
프랑스 문학의 상징주의를 살펴보기 위해서는 그에 앞선 고답파의 시론을 검토해보는 것이 유용하다. 고답파는 과학적 방법론을 통해 사물을 객관적으로 그리고 정확하게 보고 그것을 시 속에서 형상화시키는 것을 목표로 하였다. 즉 과학과 예술의 행복한 결합을 꿈꿔온 고답파의 고티에에게 있어 예술가는 놀라우리만치 정확한 눈과 손의 확실성을 가지고, 마치 그림이 실현할 수 있음직한 정확하고 고유한 느낌을 말로 형상화시키는 사람이다.
하지만 고답파는 시의 회화적 조형성에 지나치게 치중한 나머지, 시를 통한 형이상학까지는 도달하지 못하였다. 바로 이 지점이 상징주의의 정신주의(spiritualisme)가 부재하는 지점이며 고답파가 종국에는 현실성을 극복하지 못하는 원인이 된다. 요약해보자면, 고답파에게 있어 예술의 이상은 칸트 미학에서 말하는 일종의 ‘무관심적 쾌’ 혹은 ‘예술의 무목적성’으로 설정되어 있으며 시인의 주관성을 중시하기보다는 고대의 테크네(τέχνη)적 예술 개념을 고수하고 있었다고 볼 수 있다.
독일 낭만주의에 있어 30년 전쟁이 미치는 영향이 지대하듯, 프랑스 문학사에서 프로이센-프랑스 전쟁에서의 참패가 미치는 영향 또한 그러하다. 보불전쟁에서의 패배는 상징주의를 태동시키는 물적 토대로 작용하였는데, 이는 이전 프랑스에 팽배했던 진보에 대한 일련의 낙관이 심각한 위기에 봉착하게 되었음을 의미한다. 프랑스의 예술적 기운은 퇴폐주의(décadentisme)을 거쳐 드디어 상징주의로 이행하게 된다.
우선 상징주의의 현실 인식은 상징주의에 있어 현실은 하나의 가상으로 존재하는데, 이것은 어느 정도 플라톤주의(platonisme)의 영향 아래에 있다. 하지만 상징주의와 플라톤 철학 사이의 변별점은 개개의 현상 속에 하나의 본질로서의 관념(idée)이 상징주의의 세계관 속에 포함되어 있다는 것이다. 그리고 플라톤 철학이 세계의 이원론적 구조를 상정했다면 상징주의는 더 나아가 이원론(dualisme)으로부터 출발하여 궁극적으로는 일원론적 세계로 이행하고자 한다. 상징주의의 초월적 세계 인식은 가상의 현실, 즉 ‘상징의 숲’을 시인이 직관을 통해서 해독하는 것을 의미한다. 자신의 내부에 본질로서의 관념을 내포하고 있는 현상으로서의 세계는 완전하게 자족적인 존재(ens a se)가 되지는 못하나 인식주체, 즉 시인이 의미를 부여하는 행위를 통해 하나의 실상적인 존재자로 도약하게 된다. 따라서 상징주의는 현실 세계를 초월하고자 하지만 현실 세계자체를 폐기하지 않는다. 왜냐하면 현실 세계야말로 시인에게 ‘때때로 모호한 말들을 새어 보내며, 친근한 눈길로 그를 지켜보는 상징의 숲(보들레르의 《조응》에서)이자 시인에게 상징을 통해 자신의 존립성과 진실성의 빛을 발하고 있는 존재이기 때문이다.
여기서 문제가 되는 상징은 하나의 기호이면서 동시에 하나의 의미이다. 물론 일반 언어와 상징 언어 양자가 공히 기호이면서 의미이지만 문제가 되는 것은 이것의 양태이다. 상징은 단순히 약속되고 정태적인 기호라는 정의에서 탈피하여 배후에 스스로가 지닌 은폐되고 명료하지 않은 형이상학적 본질(또는 관념)이 파악되기를 기다리고 있는 역동적인 기호인 것이다. 그렇기에 상징이 유추나 암시를 통해 기호로부터 의미에로의 간접적이고 우회적인 초월을 감행한다고 말할 수 있는 것이다. 되풀이하자면, 상징이라는 것은 해석자가 부재하고 그와의 관계 속에 존재하지 못한다면 한갓 의미 없는 대상에 불과할 따름이다. 앙리 페르의 정의를 인용하자면, ‘그러므로 상징은 하나의 기호이되, 그 빛을 받고 감동하여 그 뜻을 이해하고자 하거나 그 신비를 캐내고자 하는 사람에 의해 해독되고 설명되기를 요구하는 기호’인 것이다.

## 대표시
- 교응(Correspondances)

| “ | 자연은 살아 있는 기둥들이 때때로 모호한 말들을 새어 보내는 사원. 사람들은 친근한 눈길로 자기를 지켜 보는 상징의 숲을 가로질러 그곳으로 들어간다. 어둠처럼 빛처럼 드넓으며 컴컴하고도 심원한 통일 속에서 긴 메아리 멀리서 섞이어 들듯 향과 색과 소리가 서로 화답하네. 어린 아이들의 살처럼 싱그럽고 오보에처럼 달콤하고, 초원처럼 푸르른 향내들, 또 그밖에도 썩고 풍만하고 의기양양한 것들. 정신과 향기의 교통을 노래하는 용연향, 사향, 안식향, 훈향처럼 끝없는 사물들의 확산을 가진다. | ” |

- 취해라 (Enivrez-vous)

| “ | 언제나 취해 있어야 한다. 모든 것은 거기에 있다. 그것이 유일한 문제이다. 그대의 어깨를 짓부수고 땅으로 그대 몸을 기울게 하는 저 '시간'의 무서운 짐을 느끼지 않기 위하여, 쉴새 없이 취해야 한다. 그러나 무엇에? 술이건 시건 또는 덕이건, 무엇에고 그대 좋도록. 그러나 다만 취하여라. 그리고 때때로, 궁전의 섬돌 위에서, 도랑 가의 푸른 풀 위에서, 그대의 밤의 침울한 고독 속에서, 그대가 잠을 깨고, 취기가 벌써 줄어지고 사라져 가거들랑, 물어보라, 바람에, 물결에, 별에, 새에,시계에, 사라져 가는 모든 것에, 울부짖는 모든 것에, 흘러가는 모든 것에, 노래하는 모든 것에, 말하는 모든 것에, 물어보라, 지금은 몇 시인가 를. 그러면 바람도, 물결도, 별도, 새도, 시계도, 그대에게 대답하리, "지금은 취할 시간! '시간'의 학대 받는 노예가 되지 않기 위하여, 끊임없이 취하여라! 술이건, 시건, 또는 덕이건, 무엇에고 그대 좋도록." | ” |

## 저서 목록
- Salon de 1845, 1845
- Salon de 1846, 1846
- La Fanfarlo, 1847
- Les Fleurs du mal, 1857
- Les paradis artificiels, 1860
- Réflexions sur Quelques-uns de mes Contemporains, 1861
- Le Peintre de la Vie Moderne, 1863
- Curiosités Esthétiques, 1868
- L'art romantique, 1868
- Le Spleen de Paris|Le Spleen de Paris/Petits Poèmes en Prose, 1869
- Oeuvres Posthumes et Correspondance Générale, 1887-1907
- Fusées, 1897
- Mon Coeur Mis à Nu, 1897
- Oeuvres Complètes, 1922-53
- Mirror of Art, 1955
- The Essence of Laughter, 1956
- Curiosités Esthétiques, 1962
- The Painter of Modern Life and Other Essays, 1964
- Baudelaire as a Literary Critic, 1964
- Arts in Paris 1845-1862, 1965
- Selected Writings on Art and Artist, 1972
- Selected Letters of Charles Baudelaire, 1986
- Critique d'art; Critique musicale, 1992
- 《리하르트 바그너》(이충훈 역, 포노, 2019). 한국어판. 《Richard Wagner et Tannhäuser à Paris》(1861)를 한국어로 번역한 책.

그 이외에는 없다